# More News for Lulu
More News for Lulu est un album de John Zorn, George Lewis et Bill Frisell enregistré live (1-7 par Radio France à la Maison de la Radio, Paris; 8-15 à Stadttheater Basel, Suisse). Le répertoire est composé de pièces de musiciens associés au courant hard bop : Freddie Redd, Hank Mobley, Kenny Dorham, Sonny Clark, ainsi qu'une pièce de Misha Mengelberg et une de Big John Patton. L'album a été réédité en 2010 (sur hatOLOGY) avec une pochette différente.

## Titres
|       | Paris                  |      |
| 1.    | Blue Minor I           | 6:04 |
| 2.    | Hank's Other Tune      | 6:21 |
| 3.    | News For Lulu          | 5:26 |
| 4.    | Gare Guillemins        | 3:47 |
| 5.    | Minor Swing            | 5:40 |
| 6.    | KD's Motion / Windmill | 5:02 |
| 7.    | Funk In Deep Freeze    | 4:36 |
|       | Basel                  |      |
| 8.    | Eastern Incident       | 5:58 |
| 9.    | Lotus Blossom          | 4:15 |
| 10.   | Melanie                | 6:40 |
| 11.   | Ole                    | 5:01 |
| 12.   | Blue Minor II          | 5:04 |
| 13.   | Peckin' Time           | 3:29 |
| 14.   | Blues, Blues, Blues    | 4:42 |
| 15.   | Melody For C           | 5:46 |
| 77:51 |                        |      |

## Personnel
- Bill Frisell - guitare
- George Lewis - trombone
- John Zorn - saxophone alto